# Drakes Broughton
Drakes Broughton – wieś w Anglii, w hrabstwie Worcestershire, w dystrykcie Wychavon. Leży 10 km na południowy wschód od miasta Worcester i 154 km na północny zachód od Londynu.